# William Gopallawa
William Gopallawa, MBE (* 17. September 1897 in Dullewa, Zentralprovinz; † 31. Januar 1981 in Colombo) war ein sri-lankischer Politiker und Notar. Er war zudem von 1962 bis 1972 der letzte Generalgouverneur des Dominion Ceylon und nach der Umbenennung des Staates von 1972 bis 1978 der erste Präsident Sri Lankas.

## Leben
Willian Gopallawa wurde am 17. September 1897 als Sohn von Tikiri Kumarihamy Dullewa, einer Nachfahrin von Dullewa Maha Adikaram, einem der Unterzeichner der Kandyan Convention von 1815 (die Vereinbarung, aufgrund der militärischen Überlegenheit Großbritanniens das Königreich Kandy den Briten zu überlassen) und Tikiri Banda Gopallawa, der starb als sein Sohn etwa drei Jahre alt war, geboren. Er besuchte die Dullewa Village School und das St. John's College (heute Mahanama Maha Vidyalaya) in Kandy. Später setzte er seine Schulausbildung am Dharmaraja College fort und wechselte später zum St. Anthony’s College in Kandy. Von 1958 bis 1961 war er Botschafter seines Landes in der Volksrepublik China, von 1961 bis 1962 in den Vereinigten Staaten.
Gopallawa starb am 31. Januar 1981 nach einem Herzinfarkt in einem Krankenhaus in Colombo. Er wurde 83 Jahre alt.